# Ronald Mallett
Ronald Lawrence Mallett (Roaring Spring, 30 de março de 1945) é um professor estadunidense de física da Universidade de Connecticut. Ele é mais conhecido por sua posição científica sobre a possibilidade de viajar no tempo.
Em 2006, Mallett declarou que a viagem no tempo ao passado seria possível no século XXI e, possivelmente, dentro de menos de uma década. Mallett utiliza a Teoria da Relatividade Geral de Albert Einstein para substanciar suas afirmações.

## Infância
Ronald Mallett nasceu em Roaring Spring, Pensilvânia, em 30 de março de 1945. Ele vivia no Bronx, Nova Iorque. Quando tinha 10 anos, seu pai morreu aos 33 de um ataque cardíaco. Inspirado por uma versão em quadrinhos da Classics Illustrated de A Máquina do Tempo de H. G. Wells, Mallett resolveu que queria viajar de volta no tempo para salvar seu pai. Esta ideia se tornou uma obsessão ao longo de sua vida. Mallett é irmão do artista plástico Keith Mallett.

## Educação
Em 1973, quando tinha 28 anos, recebeu um PhD da Universidade Estadual da Pensilvânia. Também nesse ano, recebeu o Prêmio de Assistente em Pós-Graduação por Excelência em Ensino.

## Carreira
Em 1975, foi nomeado como professor assistente na Universidade de Connecticut, onde ele continua a trabalhar hoje. Seus interesses de pesquisa incluem a relatividade geral, gravitação quântica e viagens no tempo.
Em 1980, Mallett foi promovido a professor adjunto e, desde 1987, ele é um professor titular. Ele recebeu duas bolsas e muitas outras distinções.
Em 2007, a história de sua busca por uma máquina do tempo foi contada no This American Life, episódio 324.
Ele é um membro de ambas as instituições estadunidenses American Physical Society e National Society of Black Physicists.

## Projeto da máquina do tempo
Seu projeto baseia-se em um conjunto de raios lasers que em forma de espiral, teriam potência suficiente para deformar o espaço-tempo, proporcionando assim a viagem para o passado e o futuro.

## Controvérsia
No entanto, mesmo que seu projeto funcione, e uma eventual máquina do tempo seja criada, Ronald Mallett não poderia salvar seu pai, uma vez que isto acarretaria um paradoxo temporal cíclico. O paradoxo é simples: se Ronald Mallett teve a ideia de criar uma máquina do tempo simplesmente para salvar seu pai (convencendo-o a parar de fumar), caso ele consiga convencê-lo, ao voltar para o presente, seu pai estaria vivo, mas isto seria impossível, pois se seu pai estivesse vivo, ele nunca teria imaginado em criar uma máquina do tempo, pois o fundamento para a criação desta fora a morte de seu pai, que através da criação da máquina do tempo, nunca acontecera, então Mallett ficaria preso neste círculo vicioso, nunca podendo salvar seu pai de fato. Mas também há a possibilidade de que ele salve seu pai e o ele que existe agora acabe deixando de existir e ninguém se lembre da sua máquina do tempo.
Por outro lado, é possível também que seja criada uma nova linha temporal. Ao alterar os eventos do passado, tais mudanças só seriam vivenciadas por observadores inseridos no mesmo período, de modo que o futuro continuaria seguindo em frente, de modo que a nova informação teria que percorrer o mesmo espaço de tempo em anos, para acarretar qualquer mudança ao nosso período, logo o nosso presente seguiria sem alteração, enquanto o passado ganharia um novo futuro, mas que jamais colide com o nosso presente por uma diferença de localização espacial.